# Чисельність послідовників основних релігій
| Прогнозована чисельність основних релігійних груп на 2020 рік | Прогнозована чисельність основних релігійних груп на 2020 рік | Прогнозована чисельність основних релігійних груп на 2020 рік | Прогнозована чисельність основних релігійних груп на 2020 рік | Прогнозована чисельність основних релігійних груп на 2020 рік |
| ------------------------------------------------------------- | ------------------------------------------------------------- | ------------------------------------------------------------- | ------------------------------------------------------------- | ------------------------------------------------------------- |
| Релігія                                                       |                                                               |                                                               | Відсотки                                                      |                                                               |
| Християнство                                                  | Християнство                                                  |                                                               | 31.11%                                                        | 31.11%                                                        |
| Іслам                                                         | Іслам                                                         |                                                               | 24.90%                                                        | 24.90%                                                        |
| Нерелігійність                                                | Нерелігійність                                                |                                                               | 15.58%                                                        | 15.58%                                                        |
| Індуїзм                                                       | Індуїзм                                                       |                                                               | 15.16%                                                        | 15.16%                                                        |
| Буддизм                                                       | Буддизм                                                       |                                                               | 6.62%                                                         | 6.62%                                                         |
| Народні вірування                                             | Народні вірування                                             |                                                               | 5.61%                                                         | 5.61%                                                         |
| Сикхізм                                                       | Сикхізм                                                       |                                                               | 0.30%                                                         | 0.30%                                                         |
| Інші                                                          | Інші                                                          |                                                               | 0.49%                                                         | 0.49%                                                         |

Нижче наведено перелік, що містить релігійні групи, впорядковані за кількістю послідовників та країнами, де ці групи поширені.

## Прогноз на 2020

Найпоширеніше релігійне населення за країнами.

Дослідницький центр П'ю підготував «Прогнози зростання населення, 2010-2050» на основі базових оцінок 2010 року. Хоча 2020 рік вже в минулому, нові оцінки на 2020 рік все ще знаходяться в процесі розробки.
| Релігія                                                  | Віряни     | Відсотки |
| -------------------------------------------------------- | ---------- | -------- |
| Християнство                                             | 2,382 млрд | 31,11%   |
| Іслам                                                    | 1,907 млрд | 24,9%    |
| Світськість/Нерелігійність/Агностицизм/Атеїзм            | 1,193 млрд | 15,58%   |
| Індуїзм                                                  | 1,161 млрд | 15,16%   |
| Буддизм                                                  | 506 млн    | 5,06%    |
| Китайська традиційна релігія                             | 394 млн    | 5%       |
| Етнічні релігії, за винятком деяких в окремих категоріях | 300 млн    | 3%       |
| Африканські традиційні релігії                           | 100 млн    | 1,2%     |
| Сикхізм                                                  | 26 млн     | 0,30%    |
| Спіритизм                                                | 15 млн     | 0,19%    |
| Юдаїзм                                                   | 14,7 млн   | 0,18%    |
| Бахаїзм                                                  | 5 млн      | 0.07%    |
| Джайнізм                                                 | 4,2 млн    | 0,05%    |
| Синто                                                    | 4 млн      | 0,05%    |
| Каодай                                                   | 4 млн      | 0,05%    |
| Зороастризм                                              | 2,6 млн    | 0,03%    |
| Тенріїзм                                                 | 2 млн      | 0,02%    |
| Анімізм                                                  | 1,9 млн    | 0,02%    |
| Неоязичництво                                            | 1 млн      | 0,01%    |
| Унітарний універсалізм                                   | 0,8 млн    | 0,01%    |
| Растафаріанство                                          | 0,6 млн    | 0,007%   |
| Усього                                                   | 7,79 млрд  | 100%     |

## За часткою

### Християнство

Відсоток християнського населення за країнами, червень 2014 року.

Країни та території з найбільшою часткою християн з християнства по країнах, станом на 2010 рік:
1. Ватикан — 100% (100%, Католицизм)
2. Піткерн — 100% (100%, Церква адвентистів сьомого дня)[11]
3. Самоа — ~99% (здебільшого протестантизм)[12]
4. Східний Тимор — 99,6%[11] (здебільшого католицизм)
5. Вірменія — 98,5% (96%, Вірменська апостольська церква)
6. Американське Самоа — 98,3% (здебільшого протестантизм)[13]
7. Мальта — 98,1%[11] (здебільшого католицизм)
8. Венесуела — 98%[11] (71%, Католицизм)
9. Греція — 98%[11] (95%, Грецька православна церква)
10. Маршаллові Острови — 97,2% (здебільшого протестантизм)[14]
11. Тонга — 97,2% (здебільшого протестантизм)[15]
12. Сан-Марино — 97%[16] (~97%, Католицизм)
13. Парагвай — 96,9%[17] (здебільшого католицизм)
14. Сальвадор — 96,4% (здебільшого католицизм)[13]
15. Кірибаті — 96% (здебільшого протестантизм)[18]
16. Федеративні Штати Мікронезії — ~96% (здебільшого протестантизм)[19]
17. Барбадос — 95,1% (здебільшого протестантизм)[20]
18. Папуа Нова Гвінея — 94,8% (здебільшого протестантизм)[13]
19. Мексика — 94,6% (здебільшого католицизм)
20. Перу — 94,51%[21] (здебільшого католицизм)
21. Румунія — 93% (здебільшого румунське православ'я)[22]
22. Польща — 92,9% (здебільшого католицизм)[23]
23. Хорватія — 91,1% (здебільшого католицизм)[24]
24. Філіппіни — 90% (здебільшого католицизм)

### Мусульмани

Відсоток мусульман за країнами, 2020.

Країни зі значною часткою мусульман, що сповідують іслам, станом на 2010 рік, без урахування іноземних робітників у дужках:
Дані наведені за інформацією від Дослідницького центру П'ю
1. Мавританія — 100%[26]
2. Мальдіви — 100%[27]
3. Сомалі — ~100%[28]
4. Сектор Гази — 99,9%[29]
5. Марокко — 99,9%[30]
6. Ємен — 99,8% (65%, Сунізм; 33,5%, Зейдитський мазгаб; 1,5%, Ісмаїлізм)[25]
7. Афганістан — 99,7%[31] (90%, Сунізм; 10%, Шиїзм)[25]
8. Іран — 99,6% (95%, Шиїзм; 5%, Сунізм)[32]
9. Туніс — 99,5%
10. Азербайджан — 99,2% (Шиїзм)[25]
11. Сирія — 99% (67%, Шиїзм; 33%, Сунізм)[25]
12. Нігер — 99% (здебільшого сунізм)[25]
13. Туреччина — 98,6% (85%, Сунізм; 15%, Шиїзм)[33]
14. Коморські Острови — 98,3%[11]
15. Алжир — 98%
16. Саудівська Аравія — 97,2% (90%, Сунізм; 10%, Шиїзм)[25]
17. Судан — 97%[34]
18. Джибуті — 96,9%[25]
19. Лівія — 96,6%[11]
20. Пакистан — 96,4% (85%, Сунізм; 12%, Шиїзм; 3%, інші)[11]
21. Бангладеш — 90,4%[35]
22. Єгипет — 89,3%[36]
23. Індонезія — 86,7%[37]
24. Малайзія — 61,3%
25. Нігерія — 53,5%
26. Ефіопія — 41%

### Нерелігійні та атеїсти

Нерелігійне населення за країнами, 2010.

Країни з найбільшою часткою людей без релігії, включаючи агностиків та атеїстів (станом на 2020 рік):
1. Чехія — 78,4%[38]
2. Північна Корея — 71,3%[38]
3. Естонія — 60,2%[38]
4. Японія — 60%[38]
5. Гонконг — 54,7%[38]
6. КНР — 51,8%[38]
7. Південна Корея — 46,6%[38]
8. Латвія — 45,3%[38]
9. Нідерланди — 44,3%[38]
10. Уругвай — 41,5%[38]
11. Нова Зеландія — 39,6%[38]
12. Монголія — 36,5%[38]
13. Іспанія — 35,5%[39]
14. Франція — 31,9%[38]
15. Велика Британія — 31,2%[38]
16. Бельгія — 31%[38]
17. В'єтнам — 29,9%[38]
18. Швеція (29%[38]
19. Австралія — 28,6%[38]
20. Білорусь — 28,6%[38]
21. США — 28%[40]
22. Люксембург — 26,7%[38]
23. Німеччина — 26,3%[38]
24. Канада — 23,9%[41]
25. Куба — 23,2%[38]
26. Швейцарія — 22,8%[38]
27. Фінляндія — 20,8%[38]
28. Угорщина — 20%[38]
29. Словенія — 18,8%[38]

Дані ранжовані за середньою оцінкою. До нерелігійних належать агностики, атеїсти, світські люди та ті, хто не має формальної релігійної приналежності. Це не обов'язково означає, що люди з цієї групи не належать до жодної релігії. Деякі релігії гармонійно вписалися в місцеву культуру і можуть розглядатися як культурне тло, а не як офіційна релігія. Крім того, у багатьох країнах поширена практика офіційного асоціювання сім'ї чи домогосподарства з певною релігією, хоча формально вони не сповідують відповідну релігію. Таким чином, більша частина цієї групи є теїстами та/або перебувають під впливом релігійних принципів, не є справжніми атеїстами чи агностиками.

### Індуси

Індуїстське населення за країнами.

Країни та території з найбільшою часткою індусів, які сповідують індуїзм, станом на 2010 рік:
1. Непал — 81,3%[11]
2. Індія — 79,8%[43]
3. Маврикій — 48,54%[44]
4. Фіджі — 27,9%[45]
5. Бутан — 25%[46]
6. Гаяна — 24,8%[11]
7. Суринам — 22,3%[47]
8. Тринідад і Тобаго — 18,2%[48]
9. ОАЕ — 15%[49]
10. Шрі-Ланка — 12,6%[50]
11. Кувейт — 12%[51]
12. Бангладеш — 9,6%[52]
13. Бахрейн — 8,1%[53]
14. Реюньйон — 6,7%
15. Малайзія — 6,3%[54]
16. Сінгапур — 5,1%
17. Оман — 3%
18. Сейшельські Острови — 2,1%[11]
19. Нова Зеландія — 2%[55]
20. Пакистан — 2,2%[56]
21. Індонезія — 1,7%[57]
22. Велика Британія — 1,7%[11]
23. Канада — 1,5%[58]
24. США — 0,7%[59]

### Буддисти

Буддистське населення за країною, 2012.

Країни з найбільшою часткою буддистів, станом на 2010 рік:
1. Камбоджа — 96,9%
2. Таїланд — 93,2%
3. М'янма — 80,1%
4. Бутан — 74,7%
5. Шрі-Ланка — 69,3%
6. Лаос — 66%
7. Монголія — 55,1%
8. Японія — 36,2%-66,7%
9. Тайвань — 35,1%
10. Сінгапур — 33,2%
11. Південна Корея — 22,9%
12. Малайзія — 19,8%
13. КНР — 18,2%
14. Макао — 17,3%
15. В'єтнам — 16,4%
16. Гонконг — 13,2%
17. Непал — 10,3%

### Даосисти/Конфуціанці/Китайські традиційні релігії
Як духовна практика, даосизм отримав менше поширення на Заході, ніж буддизм та індуїзм. Попри популярність його великих класичних творів «Книга змін» і «Дао де цзін», практика даосизму не була поширена в Америці з великим успіхом; ці релігії не є повсюдно поширеними по всьому світу, як прихильники великих світових релігій, і вони залишаються в першу чергу етнічною релігією. З усім тим, даоські ідеї та символи стали популярними в усьому світі.
1. Тайвань — 33–80%[63]
2. КНР — 30%[64]
3. Гонконг — 28%[65]
4. Макао — 13,9%[65]
5. Сінгапур — 8,5%[11]
6. Малайзія — 2,6%[11]
7. Південна Корея — 0,2–1%[66]
8. В'єтнам
9. Філіппіни — 0,01–0,05%
10. Індонезія — 0,05%

Станом на 1999 рік китайська традиційна релігія налічувала 184 000 вірян у Латинській Америці, 250 000 вірян в Європі та 839 000 вірян у Північній Америці.

### Етнічні та корінні релігійні діячі
Статистичні дані щодо корінних народів взяті зі Звіту Державного департаменту США про міжнародну релігійну свободу (2009), який базується на найвищій оцінці кількості людей, які ідентифікують себе як корінні жителі або віряни корінних релігій, що мають чітке визначення. Через синкретичну природу цих релігій, цифри можуть не відображати реальну кількість послідовників.
1. Південний Судан — 32,9%[70]
2. Гвінея-Бісау — 30,9%[71]
3. Північна Корея — 29,5%[72]
4. Того — 35,6%[73]
5. Кот-д'Івуар — 25%
6. Судан — 25%[74]
7. Бенін — 17,9%[75]
8. Бурунді — 20%
9. Буркіна-Фасо — 15%
10. ПАР — 15%[76]
11. ДР Конго — 12%
12. ЦАР — 10%
13. Габон — 10%
14. Лесото — 10%
15. Нігерія — 10%
16. Сьєрра-Леоне — 10%[77]
17. Кенія — 9%
18. Палау — 9%[78]
19. Гана — 8,5%
20. Гвінея — 5%

### Сикхи
Країни з найбільшою часткою сикхів:
1. Канада — 2,12%[79][80]
2. Індія — 1,72%[81]
3. Кіпр — 1,1%[82][83]
4. Велика Британія — 0,88%[84]
5. Нова Зеландія — 0,88%[85]
6. Австралія — 0,83%[86][87]
7. Оман — 0,66%[83]
8. Кувейт — 0,60%[88][89]
9. ОАЕ — 0,57%[90]
10. Малайзія — 0,44%[91]

Батьківщиною сикхів є штат Пенджаб в Індії, де сикхи складають приблизно 58% населення. Це єдине місце, де сикхи становлять більшість. Сикхи емігрували в країни по всьому світу — особливо в англомовні та східноазійські країни. При цьому вони зберегли надзвичайно високу ступінь своєї культурної та релігійної ідентичності. Сикхи не поширені по всьому світу так, як прихильники великих світових релігій, і залишаються насамперед етнічною релігією. Але їх можна зустріти в багатьох міжнародних містах і вони стали особливо сильною релігійною присутністю у Великій Британії та Канаді. Сикхізм також є найбільш швидкозростаючою релігією в Новій Зеландії та Австралії.

### Спіритисти
1. Куба — 10,3%[95]
2. Ямайка — 10,2%[95]
3. Бразилія — 4,8%[95]
4. Суринам — 3,6%[95]
5. Гаїті — 2,7%[95]
6. Домініканська Республіка — 2,2%[95]
7. Багамські Острови — 1,9%[95]
8. Нікарагуа — 1,5%[95]
9. Тринідад і Тобаго — 1,4%[95]
10. Гаяна — 1,3%[95]
11. Венесуела — 1,1%[95]
12. Колумбія — 1%[95]
13. Беліз — 1%[95]
14. Гондурас — 0,9%[95]
15. Пуерто-Рико — 0,7%[95]
16. Панама — 0,5%[95]
17. Ісландія — 0,5%[95]
18. Гваделупа — 0,4%[95]
19. Аргентина — 0,2%[95]
20. Гватемала — 0,2%[95]

Оцінки спіритизму походять з одного джерела, яке дає відносне уявлення про розмір спіритичних спільнот у кожній країні.

### Євреї

Єврейське населення за країною, 2020.

Країни з найбільшою часткою євреїв (станом на 2017 рік):
1. Ізраїль — 73,6%[8]
2. Гібралтар — 2,0%[8]
3. США — 1,76%[8]
4. Канада — 1,07%[8]
5. Франція — 0,7%[8]
6. Угорщина — 0,485%[8]
7. Уругвай — 0,483%[8]
8. Австралія — 0,47%[8]
9. Велика Британія — 0,44%[8]
10. Аргентина — 0,41%[8]
11. Американські Віргінські Острови — 0,36%[8]
12. Бельгія — 0,259%[8]
13. Панама — 0,250%[8]
14. Латвія — 0,24%[8]
15. Швейцарія — 0,22%[8]
16. Нідерланди — 0,17%[8]
17. Нова Зеландія — 0,16%[8]
18. Естонія — 0,154%[8]
19. Бермудські Острови — 0,154%[8]
20. Швеція — 0,152%[8]
21. Німеччина — 0,14%[8]
22. ПАР — 0,124%[8]
23. Україна — 0,124%[8]
24. Росія — 0,122%[8]
25. Данія — 0,112%[8]

### Джайни
1. Індія — 0,3%
2. Суринам — 0,3%
3. Фіджі — 0,2%
4. Кенія — 0,2%
5. Непал — 0,1%

## За чисельністю

### Християни
Найбільші християнські спільноти, станом на 2011 рік:
1. США — 229,157,250[96]
2. Бразилія — 169,213,130[97]
3. Росія — 114,198,444[98]
4. Мексика — 106,204,560[99]
5. Нігерія — 80,510,000[100]
6. Філіппіни — 78,790,000[101]
7. КНР — 67,070,000[100]
8. ДР Конго — 63,150,000[100]
9. Італія — 55,832,000
10. Ефіопія — 51,477,950
11. Німеччина — 50,752,580[102]
12. Колумбія — 44,502,000
13. Україна — 41,973,000
14. ПАР — 40,243,000
15. Франція — 39,560,000[100]
16. Іспанія — 38,568,000
17. Польща — 36,526,000
18. Кенія — 33,625,790
19. Аргентина — 33,497,100
20. Велика Британія — 33,200,417
21. Уганда — 29,943,000
22. Індонезія — 28.571.606[103]
23. Індія — 28,436,000
24. Венесуела — 28,340,790
25. Перу — 27,365,100

### Мусульмани
Найбільші мусульманські спільноти, станом на 2017 рік:
1. Індонезія — 229,000,000[104]
2. Пакистан — 215,000,000[105]
3. Індія — 209,000,000[106]
4. Бангладеш — 153,000,000[107]
5. Нігерія — 117,000,000[108]
6. Єгипет — 87,500,000[109]
7. Іран — 82,000,000[110]
8. Туреччина — 79,850,000[104]
9. Ефіопія —48,000,000[111]
10. Судан — 44,000,000[112]
11. Ірак — 41,000,000[113]
12. Алжир — 39,000,000[114]
13. Марокко — 38,000,000
14. Афганістан — 37,000,000[115]
15. Саудівська Аравія — 33,000,000[116]
16. Узбекистан — 33,648,090[117]
17. Ємен — 30,000,000[118]
18. КНР — 28,000,000[119]
19. Росія — 25,000,000[120]
20. Танзанія — 22,000,000[121]
21. Нігер — 22,000,000[122]

### Індуси
Найбільші індуїстські спільноти, станом на 2020 рік:
1. Індія — 1,120,000,000
2. Непал — 28,600,000
3. Бангладеш — 14,274,430
4. Індонезія — 4,640,000
5. Пакистан — 4,400,000
6. Шрі-Ланка — 3,090,000
7. США — 2,510,000
8. Малайзія — 1,940,000
9. ОАЕ — 1,239,610
10. Велика Британія — 1,030,000
11. ПАР — 749,870
12. Маврикій — 665,820
13. М'янма — 890,000[124]
14. Канада — 610,000
15. ПАР — 540,000
16. Саудівська Аравія — 440,000
17. Австралія — 410,000
18. Танзанія — 403,570
19. Сінгапур — 380,000
20. Катар — 360,000
21. Кувейт — 330,000
22. Тринідад і Тобаго — 310,000
23. Фіджі — 270,000[джерело?]
24. Гаяна — 200,000[125]
25. Ємен — 200,000[126]
26. Бутан — 190,000
27. Суринам — 120,785[127]
28. Німеччина — 120,000

### Буддисти
Найбільші буддистські спільноти:
1. КНР — 244,130,000
2. Таїланд — 64,420,000
3. Японія — 45,820,000
4. М'янма — 38,410,000
5. Шрі-Ланка — 14,450,000
6. В'єтнам — 14,380,000
7. Камбоджа — 13,690,000
8. Південна Корея — 11,050,000
9. Індія — 9,250,000
10. Малайзія — 5,010,000
11. США — 3,800,023
12. Індонезія — 2,062,000

### Сикхи
Найбільші сикхійські спільноти:
1. Індія — 24,000,000 - 28,000,000
2. Канада — 771,790
3. Велика Британія — 524,140[129]
4. США — ~269,986[130]
5. Австралія — 210,397
6. Італія — 150,000[131][132][133]
7. Малайзія — 120,000[134]
8. ОАЕ — 52,000[135]
9. Філіппіни — 50,000[136][137]
10. Нова Зеландія — 40,908[138]
11. Таїланд — 40,000[139]
12. Оман — 35,540
13. Іспанія — 26,000[140]
14. Кувейт — 15,000[141]
15. Німеччина — 15,000[142]
16. Гонконг — 15,000[143]
17. Кіпр — 13,280
18. Сінгапур — 12,000[144]
19. Індонезія — 10,000[145]
20. Бельгія — 10,000[146]

### Євреї
Найбільші єврейські спільноти, станом на 2017 рік:
1. Ізраїль — 6,451,000[147]
2. США — 5,700,000[147]
3. Франція — 456,000[147]
4. Канада — 390,000[147]
5. Велика Британія — 289,500[147]
6. Аргентина — 180,500[147]
7. Росія — 176,000[147]
8. Німеччина — 116,500[147]
9. Австралія — 113,200[147]
10. Бразилія — 93,800[147]
11. ПАР — 69,300[147]
12. Україна — 53,000[147]
13. Угорщина — 47,500[147]
14. Мексика — 40,000[147]
15. Нідерланди — 29,800[147]
16. Бельгія — 29,300[147]
17. Італія — 27,300[147]
18. Швейцарія — 18,700[147]
19. Чилі — 18,300[147]
20. Уругвай — 16,900[147]
21. Туреччина — 15,300[147]
22. Швеція — 15,000[147]
23. Іспанія — 11,800[147]
24. Білорусь — 10,000[147]
25. Панама — 10,000[147]

### Бахаї
Найбільші бахайські спільноти, станом на 2010 рік:
1. Індія — 1,897,651
2. США — 512,864
3. Кенія — 422,782
4. В'єтнам — 388,802
5. ДР Конго — 282,916
6. Філіппіни — 275,069
7. Іран — 251,127
8. Замбія — 241,112
9. ПАР — 238,532
10. Болівія — 215,359
11. Танзанія — 190,419
12. Венесуела — 169,811
13. Уганда — 95,098
14. Румунія — 94,499
15. Пакистан — 87,259
16. М'янма — 78,915
17. Колумбія — 70,504
18. Малайзія — 67,549
19. Таїланд — 65,096
20. Папуа Нова Гвінея — 59,898

### Джайни
Станом на 2005:
1. Індія — 5,146,697
2. США — 79,459
3. Кенія — 68,848
4. Велика Британія — 35,000
5. Канада — 12,101
6. Танзанія — 9,002
7. Непал — 6,800
8. Уганда — 2,663
9. М'янма — 2,398
10. Малайзія — 2,052
11. ПАР — 1,918
12. Фіджі — 1,573
13. Японія — 1,535
14. Бельгія — 1,500
15. Австралія — 1,449
16. Суринам — 1,217
17. Італія — 1,000
18. Франція — 981
19. Гонконг — 500 сімей[150]
20. Ємен — 229